# Кудома (приток Вытегры)
Кудома (Котовка) — река в Вытегорском районе Вологодской области России, левый приток Вытегры.
Берёт исток из Кудомозера в безлюдной болотистой местности на территории Анхимовского сельского поселения, течёт на север, впадает в Вытегру в 22 км от её устья (Вытегорское водохранилище) в окрестностях деревень Рахкова Гора и Нижняя Кудома. Длина реки составляет 16 км, площадь водосборного бассейна — 135 км².

## Данные водного реестра
По данным государственного водного реестра России относится к Балтийскому бассейновому округу, водохозяйственный участок реки — Вытегра, речной подбассейн реки — Свирь (включая реки бассейна Онежского озера). Относится к речному бассейну реки Нева (включая бассейны рек Онежского и Ладожского озера).
Код объекта в государственном водном реестре — 01040100512102000017698.